# マナベスグル
マナベ スグル（1988年5月12日 - ）は、日本の小説家。大阪市出身。第2回ネクスト ファンタジア大賞銀賞を受賞。別名義に真鍋卓がある。

## 来歴
『俺の彼女は飼主様、妹はご主人様』が第2回ネクスト ファンタジア大賞銀賞を受賞。2011年、同作の書籍が刊行され、マナベスグル名義でデビューを果たす。
2014年より真鍋卓名義で『幽遊菓庵〜春寿堂の怪奇帳〜』を刊行。同作は『B's-LOG COMIC』にてコミカライズ化されている。

## 作品リスト

### マナベスグル名義
- 俺の彼女は飼主様、妹はご主人様（富士見ファンタジア文庫、2011年[4]、イラスト：Bou、全2巻）
- ダウトコール -三流作家と薄幸執事の超能力詐称事件特別対策-（富士見ファンタジア文庫、2012年、イラスト：桐野霞[7]）
- 海でおぼれて漂流したら謎の島へたどり着いた件について（一迅社文庫、2015年6月、イラスト：崎由けぇき[8]）

### 真鍋卓名義
- 幽遊菓庵〜春寿堂の怪奇帳〜（富士見L文庫、2014年[5] - 2016年[9]、イラスト：二星天、全7巻）
- 和雑貨うなゐ堂の友戯帳（富士見L文庫、2017年、イラスト：Minoru[10]）
- 折り鶴の恩返し（LINE文庫、2020年、イラスト：おしおしお）
- 菓匠風月〜深夜霊時の夢菓房〜（富士見L文庫、2020年、イラスト：くにみつ[11]）